# 手魷總科
手魷總科（學名：Chiroteuthoidea）是開眼亞目下的一個總科，為角鱗魷總科的姊妹群。

## 分類學
手魷總科的下級分類如下：
- 手魷總科 Chiroteuthoidea
  - 穗尾魷科（英语：Batoteuthidae） Batoteuthidae
    - 穗尾魷屬（英语：Batoteuthis） Batoteuthis

  - 手魷科（英语：Chiroteuthidae） Chiroteuthidae
    - 雙鰭手魷屬（英语：Asperoteuthis） Asperoteuthis
    - 手魷屬（英语：Chiroteuthis） Chiroteuthis
    - 漂泊槍魷屬（英语：Planctoteuthis） Planctoteuthis

  - 葛氏雙鰭魷科 Grimalditeuthidae
    - 葛氏雙鰭魷屬 Grimalditeuthis

  - 長尾魷科 Joubiniteuthidae
    - 長尾魷屬 Joubiniteuthis

  - 巨鰭魷科 Magnapinnidae
    - 巨鰭魷屬 Magnapinna

  - 鞭魷科 Mastigoteuthidae
    - 刺槍魷屬（英语：Echinoteuthis） Echinoteuthis
    - 獨特鞭魷屬 Idioteuthis
    - 大槍魷屬（英语：Magnoteuthis） Magnoteuthis
    - 仿鞭魷屬（英语：Mastigopsis） Mastigopsis
    - 鞭魷屬 Mastigoteuthis
    - 鞭嚙魷屬（英语：Mastigotragus） Mastigotragus

  - 勇槍魷科（英语：Promachoteuthis） Promachoteuthidae
    - 勇槍魷屬（英语：Promachoteuthis） Promachoteuthis